# Баракалтиле
Баракалтиле — река в России, протекает по Зилаирскому району Башкортостана. Длина реки составляет 21 км.
Начинается при слиянии вод двух родников к северу от Саляхово. Течёт в общем юго-восточном направлении через берёзовый лес и село Канзафарово, в низовьях поворачивает на юг. Устье реки находится в 0,3 км по левому берегу реки Баракал.
Основной приток — речка Акату — впадает слева.

## Данные водного реестра
По данным государственного водного реестра России относится к Уральскому бассейновому округу, водохозяйственный участок реки — Сакмара от истока до впадения реки Большой Ик. Речной бассейн реки — Урал (российская часть бассейна).
Код объекта в государственном водном реестре — 12010000512112200005164.